# Карол
Кар́ол (кат. Querol) - місто, розташоване в Автономній області Каталонія в Іспанії. 
Знаходиться у районі (кумарці) Ал Камп провінції Таррагона, згідно з новою адміністративною реформою перебуватиме у складі баґарії Камп да Таррагона.

## Населення
Населення міста (у 2007 р.) становить 533 осіб (з них менше 14 років - 12%, від 15 до 64 - 74,5%, понад 65 років - 
13,5%). У 2006 р. народжуваність склала 4 осіб, смертність - 3 осіб, кількість одружень - 1
(у 2006 р.). У 2001 р. активне населення становило 143 осіб, з них безробітних - 18 осіб. 

Серед осіб, які проживали на території міста у 2001 р., 187 осіб народилися в Каталонії (з них
49 осіб у тому самому районі, або кумарці), 88 осіб приїхало з інших областей Іспанії, а 15 осіб приїхало з-за кордону. 

Університетську освіту має 10,9
% усього населення. 

У 2001 р. нараховувалося 133 домогосподарств (з них 38,3% складалися з однієї особи, 30,8% з двох осіб,
15% з 3 осіб, 7,5% з 4 осіб, 6,8% з 5 осіб, 1,5
% з 6 осіб, 0% з 7 осіб, 0% з 8 осіб і 0% з 9 і більше осіб).

Активне населення міста у 2001 р. працювало у таких сферах діяльності : у сільському господорстві - 21,6%, у промисловості - 23,2%, на будівництві - 9,6% і у сфері обслуговування -
45,6%. 

 У муніципалітеті або у власному районі (кумарці) працює 54 осіб, поза районом - 80 осіб. 

### Безробіття
У 2007 р. нараховувалося 11 безробітних (у 2006 р. - 11 безробітних), з них чоловіки становили 63,6%, а жінки -
36,4%.

## Економіка

### Підприємства міста

#### Роздрібна торгівля
| \| Підприємства роздрібної торгівлі міста, за сферою діяльності \| Підприємства роздрібної торгівлі міста, за сферою діяльності \| Підприємства роздрібної торгівлі міста, за сферою діяльності \| \| Рік \| 2002 р. \| 2001 р. \| \| ------------------------------------------------------------ \| ------------------------------------------------------------ \| ------------------------------------------------------------ \| \| Продукти харчування \| 50,0% \| 50,0% \| \| Одяг та взуття \| 0,0% \| 0,0% \| \| Товари для дому \| 0,0% \| 0,0% \| \| Книги та періодичні видання \| 0,0% \| 0,0% \| \| Промислова хімічна продукція \| 0,0% \| 0,0% \| \| Продукція, пов'язана з транспортними засобами \| 0,0% \| 0,0% \| \| Інше \| 50,0% \| 50,0% \| \| Усього підприємств \| 2 \| 2 \| |         |         |
| Підприємства роздрібної торгівлі міста, за сферою діяльності |         |         |
| Рік | 2002 р. | 2001 р. |
| Продукти харчування | 50,0%   | 50,0%   |
| Одяг та взуття | 0,0%    | 0,0%    |
| Товари для дому | 0,0%    | 0,0%    |
| Книги та періодичні видання | 0,0%    | 0,0%    |
| Промислова хімічна продукція | 0,0%    | 0,0%    |
| Продукція, пов'язана з транспортними засобами | 0,0%    | 0,0%    |
| Інше | 50,0%   | 50,0%   |
| Усього підприємств | 2       | 2       |

#### Сфера послуг
| \| Підприємства міста, що працюють у сфері послуг, за діяльністю \| Підприємства міста, що працюють у сфері послуг, за діяльністю \| Підприємства міста, що працюють у сфері послуг, за діяльністю \| \| Рік \| 2002 р. \| 2001 р. \| \| ------------------------------------------------------------- \| ------------------------------------------------------------- \| ------------------------------------------------------------- \| \| Гуртова торгівля \| 22,2% \| 11,1% \| \| Готелі та готельний бізнес \| 55,6% \| 55,6% \| \| Транспорт та зв'язок \| 0,0% \| 0,0% \| \| Посередницькі фінансові послуги \| 0,0% \| 0,0% \| \| Послуги підприємствам \| 0,0% \| 11,1% \| \| Послуги фізичним особам \| 0,0% \| 0,0% \| \| Нерухомість та ін. \| 22,2% \| 22,2% \| \| Усього підприємств \| 9 \| 9 \| |         |         |
| Підприємства міста, що працюють у сфері послуг, за діяльністю |         |         |
| Рік | 2002 р. | 2001 р. |
| Гуртова торгівля | 22,2%   | 11,1%   |
| Готелі та готельний бізнес | 55,6%   | 55,6%   |
| Транспорт та зв'язок | 0,0%    | 0,0%    |
| Посередницькі фінансові послуги | 0,0%    | 0,0%    |
| Послуги підприємствам | 0,0%    | 11,1%   |
| Послуги фізичним особам | 0,0%    | 0,0%    |
| Нерухомість та ін. | 22,2%   | 22,2%   |
| Усього підприємств | 9       | 9       |

## Житловий фонд
У 2001 р. 6,8% усіх родин (домогосподарств) мали житло метражем до 59 м², 26,3% - від 60 до 89 м², 33,8% - від 90 до 119 м² і
33,1% - понад 120 м².

З усіх будівель у 2001 р. 55,7% було одноповерховими, 36% - двоповерховими, 8,3
% - триповерховими, 0% - чотириповерховими, 0% - п'ятиповерховими, 0% - шестиповерховими,
0% - семиповерховими, 0% - з вісьмома та більше поверхами.

## Автопарк
| \| Автомобілі, зареєстровані у місті, за призначенням \| Автомобілі, зареєстровані у місті, за призначенням \| Автомобілі, зареєстровані у місті, за призначенням \| \| Рік \| 2006 р. \| 2005 р. \| \| -------------------------------------------------- \| -------------------------------------------------- \| -------------------------------------------------- \| \| Приватні автомобілі \| 60,6% \| 59,5% \| \| Мотоцикли \| 9,8% \| 10,1% \| \| Вантажівки \| 25,5% \| 26,6% \| \| Трактори \| 0,0% \| 0,0% \| \| Автобуси та ін. \| 4,1% \| 3,8% \| \| Усього автомобілів \| 388 шт. \| 338 шт. \| |         |         |
| Автомобілі, зареєстровані у місті, за призначенням |         |         |
| Рік | 2006 р. | 2005 р. |
| Приватні автомобілі | 60,6%   | 59,5%   |
| Мотоцикли | 9,8%    | 10,1%   |
| Вантажівки | 25,5%   | 26,6%   |
| Трактори | 0,0%    | 0,0%    |
| Автобуси та ін. | 4,1%    | 3,8%    |
| Усього автомобілів | 388 шт. | 338 шт. |

## Вживання каталанської мови
У 2001 р. каталанську мову у місті розуміли 93,7% усього населення (у 1996 р. - 100%), вміли говорити нею 76,7% (у 1996 р. - 
77,7%), вміли читати 72,5% (у 1996 р. - 78,2%), вміли писати 40,8
% (у 1996 р. - 39,1%). Не розуміли каталанської мови 6,3%.

## Політичні уподобання
У виборах до Парламенту Каталонії у 2006 р. взяло участь 147 осіб (у 2003 р. - 144 осіб). Голоси за політичні сили розподілилися таким чином:
| \| Вибори до Парламенту Каталонії \| Вибори до Парламенту Каталонії \| Вибори до Парламенту Каталонії \| \| Рік \| 2006 р. \| 2003 р. \| \| -------------------------------------- \| ------------------------------ \| ------------------------------ \| \| Конвергенція та Єднання (CiU) \| 30,6% \| 38,9% \| \| Соціалістична партія Каталонії (PSC) \| 23,8% \| 29,9% \| \| Народна партія (PP) \| 16,3% \| 14,6% \| \| Ініціатива за зелену Каталонію (IC) \| 6,1% \| 4,9% \| \| Республіканська лівиця Каталонії (ERC) \| 19,0% \| 11,8% \| \| Громадянська партія (C's) \| 0,7% \| 0,0% \| \| Інші \| 3,4% \| 0% \| |         |         |
| Вибори до Парламенту Каталонії |         |         |
| Рік | 2006 р. | 2003 р. |
| Конвергенція та Єднання (CiU) | 30,6%   | 38,9%   |
| Соціалістична партія Каталонії (PSC) | 23,8%   | 29,9%   |
| Народна партія (PP) | 16,3%   | 14,6%   |
| Ініціатива за зелену Каталонію (IC) | 6,1%    | 4,9%    |
| Республіканська лівиця Каталонії (ERC) | 19,0%   | 11,8%   |
| Громадянська партія (C's) | 0,7%    | 0,0%    |
| Інші | 3,4%    | 0%      |

У муніципальних виборах у 2007 р. взяло участь 343 осіб (у 2003 р. - 234 осіб). Голоси за політичні сили розподілилися таким чином:
| \| Муніципальні вибори \| Муніципальні вибори \| Муніципальні вибори \| \| Рік \| 2007 р. \| 2003 р. \| \| -------------------------------------- \| ------------------- \| ------------------- \| \| Конвергенція та Єднання (CiU) \| 16,3% \| 50,4% \| \| Соціалістична партія Каталонії (PSC) \| 42,6% \| 41,5% \| \| Народна партія (PP) \| 0,0% \| 0,0% \| \| Ініціатива за зелену Каталонію (IC) \| 17,8% \| 0,0% \| \| Республіканська лівиця Каталонії (ERC) \| 1,7% \| 8,1% \| \| Громадянська партія (C's) \| 0,0% \| 0,0% \| \| Інші \| 21,6% \| 0,0% \| |         |         |
| Муніципальні вибори |         |         |
| Рік | 2007 р. | 2003 р. |
| Конвергенція та Єднання (CiU) | 16,3%   | 50,4%   |
| Соціалістична партія Каталонії (PSC) | 42,6%   | 41,5%   |
| Народна партія (PP) | 0,0%    | 0,0%    |
| Ініціатива за зелену Каталонію (IC) | 17,8%   | 0,0%    |
| Республіканська лівиця Каталонії (ERC) | 1,7%    | 8,1%    |
| Громадянська партія (C's) | 0,0%    | 0,0%    |
| Інші | 21,6%   | 0,0%    |